# Национален съюз (Франция)
Вижте пояснителната страница за други значения на Национален фронт.
Национален съюз (на френски: Rassemblement national, до 1 юни 2018 г. – Национален фронт), е френска националистическа политическа партия, основана през 1972 г. по инициатива на крайнодясното движение „Нов ред“ под официалното наименование Национален фронт за френско единство.
Партията е основана от Жан-Мари Льо Пен, който я оглавява от създаването ѝ до 2011 г., когато е заменен от своята дъщеря Марин Льо Пен. През 2021 година председател става Жордан Бардела.